# Jordan EJ10
A Jordan EJ10 egy Formula–1-es versenyautó, amelyet a Jordan Grand Prix csapat tervezett és versenyeztetett a 2000-es Formula–1 világbajnokság során. Pilótái Heinz-Harald Frentzen és Jarno Trulli voltak.

## Áttekintés
Ettől az évtől a csapat megváltoztatta az autói hagyományos típusjelzését, melyben az EJ a csapattulajdonos Eddie Jordanre utal, a 10-es pedig arra, hogy ez volt a csapat tizedik autója. Ugyancsak EJ-10 néven dobták piacra ebben az évben a saját energiaitalukat is. Az autó festése maradt változatlan: az orrkúpra egy lódarázs került, és ott, ahol a dohányreklámok tiltva voltak, a Benson & Hedges cigaretta helyére a Buzzin' Hornets felirat került.
A sikeres 1999-es év után, amelyet konstruktőri harmadikként zártak, a 2000-es idény némiképp csalódást keltő volt. Ugyan az autónak voltak felvillanásai és a közvetlen élmezőny után a leggyorsabb volt, elég megbízhatatlan volt, és csak a futamok felét tudta a csapat befejezni. Emiatt végül konstruktőri hatodikként zártak. Frentzen kétszer is dobogóra állhatott, egyszer Interlagosban, egyszer pedig Indianapolisban, és háromszor is az első sorba kvalifikálta magát. Számos esetben balesetek fosztották meg a csapatot az értékes pontszerzéstől: Monacóban Frentzen a második helyről esett ki, Monzában pedig mindkét autójuk érintett volt a rajt utáni tömegbalesetben. Az idény során Mike Gascoyne főtervező is otthagyta őket. A német nagydíj után az autó áttervezett, B-variánsát kezdték el használni.
A szezon során jelentették be, hogy 2001-től a csapat a gyári Honda motorokat fogja használni, amellyel a BAR csapat közvetlen riválisává váltak. 

## Eredmények
| Év   | Csapat                   | Motor                | Pilóták  | Futamok | Futamok | Futamok | Futamok | Futamok | Futamok | Futamok | Futamok | Futamok | Futamok | Futamok | Futamok | Futamok | Futamok | Futamok | Futamok | Futamok | Pontok | Helyezés |
| Év   | Csapat                   | Motor                | Pilóták  | AUS     | BRA     | SMR     | GBR     | ESP     | EUR     | MON     | CAN     | FRA     | AUT     | GER     | HUN     | BEL     | ITA     | USA     | JPN     | MAL     | Pontok | Helyezés |
| ---- | ------------------------ | -------------------- | -------- | ------- | ------- | ------- | ------- | ------- | ------- | ------- | ------- | ------- | ------- | ------- | ------- | ------- | ------- | ------- | ------- | ------- | ------ | -------- |
| 2000 | Benson and Hedges Jordan | Mugen-Honda MF-301HE | Frentzen | KI      | 3       | KI      | 17      | 6       | KI      | 10      | KI      | 7       | KI      | KI      | 6       | 6       | KI      | 3       | KI      | KI      | 17     | 6.       |
| 2000 | Benson and Hedges Jordan | Mugen-Honda MF-301HE | Trulli   | KI      | 4       | 15      | 6       | 12      | KI      | KI      | 6       | 6       | KI      | 9       | 7       | KI      | KI      | KI      | 13      | 12      | 17     | 6.       |

† - nem fejezte be a versenyt, de rangsorolták, mert teljesítette a versenytáv 90 százalékát